# Another Earth
Another Earth è un film del 2011 diretto da Mike Cahill. È stato mostrato in anteprima al Sundance Film Festival nell'edizione 2011 ed è stato distribuito dalla Fox Searchlight Pictures.

## Trama
Rhoda Williams, una studentessa recentemente accettata al MIT, è alla guida di ritorno da una festa quando alla radio viene annunciata la scoperta di un nuovo pianeta, visibile ad occhio nudo come un puntino blu vicino alla stella Polare. Anche Rhoda lo vede, e, affacciandosi dal finestrino per vedere meglio, si scontra con un'altra macchina, con al suo interno il compositore John Burroughs, la moglie incinta e il figlioletto. Il bilancio dell'incidente è tragico: l'unico sopravvissuto è Burroughs, il quale rimane in coma. Rhoda viene condannata a quattro anni di prigione.
Scontata la pena, Rhoda è carica dei sensi di colpa, e in evidente stato depressivo. Nonostante sia molto intelligente richiede un lavoro dove poter star distante dalle persone; diventa così la bidella di un liceo.
Recatasi nel luogo dell'incidente in uno dei suoi vagabondaggi, scopre che Burroughs si è risvegliato dal coma. Con l'intento di chiedergli scusa per l'enorme danno che ha causato, si reca a casa sua. Al momento di parlare con lui non riesce però a dirgli la verità e, per giustificare la visita, si spaccia per una ragazza delle pulizie, offrendosi di pulirgli la casa. Rhoda comincia così a recarsi ogni settimana a casa di John.
Il pianeta intanto si rivela un pianeta specchio della Terra; oltretutto, è apparentemente abitato dalle stesse persone. Diventato un caso mediatico, viene indetto da un'agenzia spaziale privata un concorso, in cui il vincitore può partecipare a un viaggio verso lo strano pianeta. Mentre il pianeta si avvicina alla Terra, Rhoda considera la possibilità di visitarlo per scoprire che tipo di vita sta vivendo il suo "specchio" nella Terra "alternativa" e scrive il tema richiesto per partecipare al concorso.
Man mano che le settimane passano e la casa diventa più pulita comincia ad instaurarsi un rapporto di amicizia tra John e Rhoda ed entrambi riacquistano il sorriso. Il rapporto diventa sempre più intimo, finché una sera, con l'intento di scusarsi per un piccolo diverbio, John si reca a casa di Rhoda (l'aveva riaccompagnata a casa una sera) e la porta in un teatro vuoto, dove lui suonerà per lei una musica molto particolare utilizzando un arco di violino per sfiorare la lama di una sega. Nasce così la passione tra i due; nonostante tutto però, John è ancora inconsapevole della vera identità di Rhoda. Le rivela la sera stessa la sua storia, affermando di aver volutamente ignorato l'identità dell'adolescente che ha causato l'incidente per paura della sua stessa rabbia.
Rhoda, grazie al suo tema, vince il concorso per visitare Terra 2 (come viene ormai comunemente chiamata). A comunicarglielo è il fratello, il quale ha ricevuto l'informazione via telefono mentre Rhoda è fuori casa. Essa si reca a casa di John e gli comunica la notizia, il quale sembra inizialmente molto felice, salvo poi, durante la cena, chiedere a Rhoda di non partire essendosi ormai affezionato a lei. Rhoda coglie così l'occasione per raccontargli la verità. John, sconvolto e arrabbiato, la caccia di casa, intenzionato a non vederla più.
Rhoda torna a casa e la trova assediata dai paparazzi: la notizia che è lei la fortunata vincitrice del concorso si è ormai diffusa.
Una sera sente alla tv una teoria, nella quale si afferma che dal momento in cui i due mondi hanno iniziato ad osservarsi a vicenda si è persa la sincronicità. Rhoda intuisce così che la famiglia di John potrebbe essere ancora viva su Terra 2, e si reca subito da John con l'intento di regalargli il premio del concorso. Lui non la vuole far entrare, ma lei entra da una finestra e, dopo un iniziale litigio lei gli spiega la teoria appena appresa - quindi se ne va lasciando su una poltrona il "biglietto" per il pianeta gemello. In seguito vedrà alla tv John, che viene intervistato in procinto di partire per Terra 2.
La narrazione si sposta così a quattro mesi dopo, quando si vede Rhoda ancora impegnata nel lavoro di bidella al liceo, ma che svolge con una nuova serenità. Nel finale, Rhoda ha un faccia a faccia con "l'altra Rhoda" proveniente da Terra 2.

## Colonna sonora
La colonna sonora, composta da Fall On Your Sword, è stata pubblicata dall'etichetta discografica Milan Records nel 2011 in formato CD ed è composta da 19 tracce..

### Tracce
1. The First Time I Saw Jupiter
2. Bob The Robot
3. The Specialist / Am I Alone?
4. Naked On The Ice
5. Rhoda's Theme
6. The House Theme
7. The End Of The World
8. Rhoda's Application
9. Making Contact
10. I Am Over There
11. Purdeep's Theme
12. The Cosmonaut
13. The Specialist / Look At Ourselves
14. Sonatina In D Minor
15. Rhoda's Theme / Returning To John
16. Forgive
17. Love Theme
18. The Other You
19. The First Time I Saw Jupiter / End Titles

## Riconoscimenti (parziale)
- 2011 - Chicago Film Critics Association Awards
  - Candidatura alla miglior attrice esordiente a Brit Marling
- 2011 - Festival del Cinema di Sitges
  - Miglior attrice a Brit Marling
- 2011 - Maui Film Festival
  - Premio del pubblico - Caratteristica narrativa
- 2011 - San Diego Film Critics Society Awards
  - Miglior film
- 2011 - Sundance Film Festival
  - Premio Alfred P. Sloan
- 2012 - Academy of Science Fiction, Fantasy & Horror Films
  - Candidatura alla miglior attrice a Brit Marling
  - Candidatura alla miglior sceneggiatrice a Brit Marling
- 2012 - Film Independent Spirit Awards
  - Candidatura al miglior film
  - Candidatura alla miglior sceneggiatura a Brit Marling